# 지방도 제317호선
지방도 제317호선은 경기도 평택시 세교동 법원사거리와 용인시 기흥구 공세동을 잇는 경기도의 지방도이다.

## 연혁
- 2005년 3월 28일 : 기존 지방도 제317호선인 '제부 ~ 공세선'을 폐지[1]
- 2005년 3월 28일 : 지방도 제317호선을 새로 지정[2]
- 2007년 2월 5일 : 신왕 ~ 도일간 도로 2공구(평택시 서탄면 금암리 ~ 진위면 마산리) 4.99km 구간 개통[3]
- 2007년 7월 2일 : 반송 ~ 기흥간 도로(용인시 기흥구 고매동 ~ 공세동) 1.73km 구간 개통[4]
- 2010년 6월 30일 : 노선 지정을 변경하면서 총 연장이 31.5km에서 30.9km로 감소[5]

## 주요 경유지
- 평택시
  - 세교동 법원사거리 - 법원검찰청 입구 - 동삭초등학교
  - 송탄동 동삭 교차로 - 쌍용자동차 - 도일사거리 - 한국복지대학교 - 흔치고개
  - 지산동 흔치고개 - 염봉재생태통로
  - 진위면 염봉재생태통로 - 마산사거리 - 봉남교 - 갈곶리 - 견산리 - 진위역삼거리 - 하북삼거리 - 사리 교차로 - 가곡리 입구삼거리 - 롯데제과삼거리 - 야막리 입구사거리

- 오산시
  - 대원동 갈곶리삼거리 - 한일아파트사거리 - 한전사거리 - 이마트 오산점 - 한성예식장삼거리 - 원동사거리 - 신양아파트앞 - 롯데마트사거리
  - 중앙동 롯데마트사거리 - 롯데마트 오산점 - 중앙동주민센터 - 운동장사거리 - 오산시 보건소 - 운암사거리 - (오산장례식장)

- 화성시
  - 동탄동 송동 - 방교동 - 오산동 - 청계동 - 동탄 교차로 - 청계 교차로 - 영천동

- 용인시
  - 기흥구 고매교차로사거리 - 강동냉장사거리 - 공세교 - 한보라마을 입구

## 중복 구간
- 평택시 진위면 마산사거리 ~ 오산시 원동 한전사거리 : 지방도 제314호선과 중복
- 평택시 진위면 진위역삼거리 ~ 오산시 중앙동 오산종합운동장사거리 : 국도 제1호선과 중복
- 오산시 중앙동 운동장사거리 ~ (오산장례식장) : 국가지원지방도 제82호선과 중복
- 오산시 한성예식장삼거리 ~ 운동장사거리 : 지방도 제310호선과 중복
- 오산시 운암사거리 ~ 화성시 동탄동 청계 교차로 : 지방도 제311호선과 중복

## 도로명
- 평택시 세교동 법원사거리 ~ 송탄동 쌍용자동차 : 동삭로
- 평택시 송탄동 쌍용자동차 ~ 진위면 봉남교 북단 : 삼남로
- 평택시 진위면 봉남교 북단 ~ 하북삼거리 : 진위서로
- 평택시 진위면 하북삼거리 ~ 오산시 중앙동 운동장사거리 : 경기대로
- 오산시 중앙동 운동장사거리 ~ (오산장례식장) : 경기동로
- 오산시 중앙동 (오산장례식장) ~ 용인시 기흥구 한보라마을입구 교차로 : 동탄기흥로